# هاني عابدين
هاني عبد المحسن حسين عابدين طبيب فلسطيني شغل منصب وزير وزارة الصحة الفلسطينية ضمن حكومة سلام فياض الثالثة في الفترة منذ 16 مايو 2012 وحتى 6 يونيو 2013.